# Igor' Akinfeev
Igor' Vladimirovič Akinfeev (in russo Игорь Владимирович Акинфеев?; Vidnoe, 8 aprile 1986) è un calciatore russo, portiere del CSKA Mosca, di cui è capitano.
Portiere con il maggior numero di partite concluse a rete inviolata in Prem'er-Liga, la massima divisione del campionato russo di calcio, ha vinto sei campionati russi, otto Coppe di Russia, sette Supercoppe di Russia e una Coppa UEFA. È il primatista di presenze con la maglia del CSKA Mosca, con cui conta oltre 800 gettoni.
Dal 2004 al 2018 ha fatto parte stabilmente della nazionale russa, con cui ha collezionato 111 presenze e preso parte a quattro fasi finali del campionato europeo (2004, 2008, 2012 e 2016), a due del campionato mondiale (2014 e 2018) e a un'edizione della Confederations Cup (2017).

## Biografia
È sposato con Ekaterina Akinfeeva, modella, attrice e ballerina  ucraina. Insieme hanno 2 figli. Nel 2009 si è laureato in educazione fisica presso l'Università statale di Mosca, con una tesi riguardante il ruolo del portiere nel calcio.

## Caratteristiche tecniche
Affermatosi in giovanissima età, è un portiere dotato di carisma, temperamento e di un repertorio completo, che spazia dalla prontezza nelle uscite al senso della posizione, dal rinvio forte e preciso alla reattività muscolare.

## Carriera

### Club

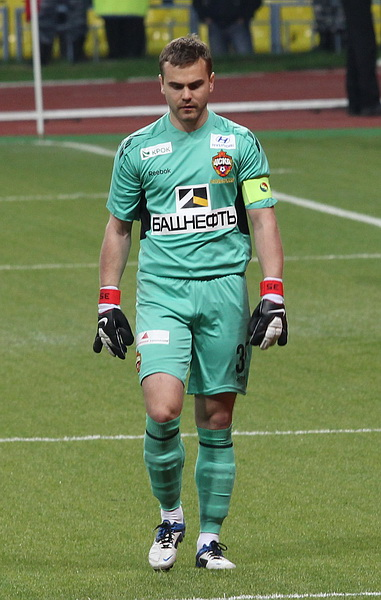
Akinfeev nel 2011

Akinfeev esordì con la prima squadra del CSKA Mosca all'età di 16 anni, in Prem'er-Liga contro il Kryl'ja Sovetov Samara, bagnando il debutto con un rigore parato (2-0 il risultato finale). Nel 2003, a 17 anni, si impose come portiere titolare, diventando la prima scelta nel ruolo da allora. Nel 2005 vinse campionato, Coppa di Russia e Coppa UEFA. Disputò tutte le 19 sfide europee del CSKA, compresa la vittoriosa finale contro lo Sporting Lisbona tenutasi allo Stadio José Alvalade della capitale portoghese.
Negli anni a venire si è aggiudicato altri titoli, per un totale di sei campionati russi, sei Coppe di Russia e sette Supercoppe di Russia. A livello individuale ha vinto nel 2006 il premio Zvezda, riconoscimento per il miglior calciatore della ex-Unione Sovietica, e nel 2012-2013 il premio di Calciatore russo dell'anno.
Nella sua seconda avventura in Champions League, nel 2006-2007, resistì 362 minuti senza subire reti, finché il Porto non riuscì a segnargli, alla quinta giornata della fase a gironi. Nel maggio 2007 si infortunò al ginocchio e rimase fuori per il resto della Prem'er-Liga 2007, conclusa dal CSKA al terzo posto.
Akinfeev fece ritorno in campo nella stagione seguente, in cui vinse la Prem'er-Liga 2008 partendo da titolare in tutte e 30 le partite di campionato e vinse la Coppa di Russia 2008-2009. Anche nel campionato seguente il portiere partì da titolare in tutti gli incontri, per poi vincere la Coppa di Russia 2009-2010. Si aggiudicò, da capitano, anche la Coppa di Russia 2010-2011, mentre nel 2012-2013 vinse con il CSKA il titolo nazionale che mancava da sette anni: Akinfeev fu nominato Calciatore russo dell'anno. Vinse la Coppa di Russia 2012-2013, parando un calcio di rigore in finale a Jurij Žirkov dell'Anži.
Nel 2013-2014 vinse il campionato e il 14 maggio 2014 superò Lev Jašin al terzo posto della classifica dei portieri con il maggior numero di partite di campionato russo concluse da imbattuto.
Nel dicembre 2018 divenne il primo portiere russo a disputare 300 partite da imbattuto. Il 21 agosto 2021 divenne, con 490 presenze, il primatista di partite giocate nella massima divisione russa. L'11 giugno 2023 parò due calci di rigore nella finale di coppa nazionale vinta dal CSKA Mosca, squadra di cui è capitano e primatista di presenze.

### Nazionale
Akinfeev ha esordito con la Russia in un'amichevole contro la Norvegia disputata il 28 aprile 2004, a diciotto anni e venti giorni. È diventato così il terzo calciatore più giovane ad aver vestito la maglia della nazionale russa, dopo Ėduard Strel'cov e Sergej Rodionov.
Successivamente è stato incluso nella lista dei convocati per l'europeo 2004 come terza scelta per il ruolo di portiere, alle spalle di Sergej Ovčinnikov e Vjačeslav Malafeev.
Il debutto in partite ufficiali con la selezione russa è arrivato nella sfida contro l'Estonia, valido per le qualificazioni al mondiale 2006; Akinfeev è stato promosso definitivamente titolare poco dopo, a causa di un lungo infortunio di Malafeev, che lo ha estromesso dalla lotta per il posto in squadra.
Akinfeev è stato titolare sia sotto la guida di Jurij Sëmin che di Guus Hiddink. Il 6 maggio 2007, nella partita tra CSKA e Rostov, conclusasi uno a uno, si è infortunato al ginocchio ed è rimasto fuori per quattro mesi. Come risultato, ha perso il posto da titolare nella nazionale in favore prima di Malafeev ed in seguito di Vladimir Gabulov. Ai primi di novembre è tornato in formazione, ma non è stato ritenuto pronto per la sfida valida per le qualificazioni all'europeo 2008 contro Israele.

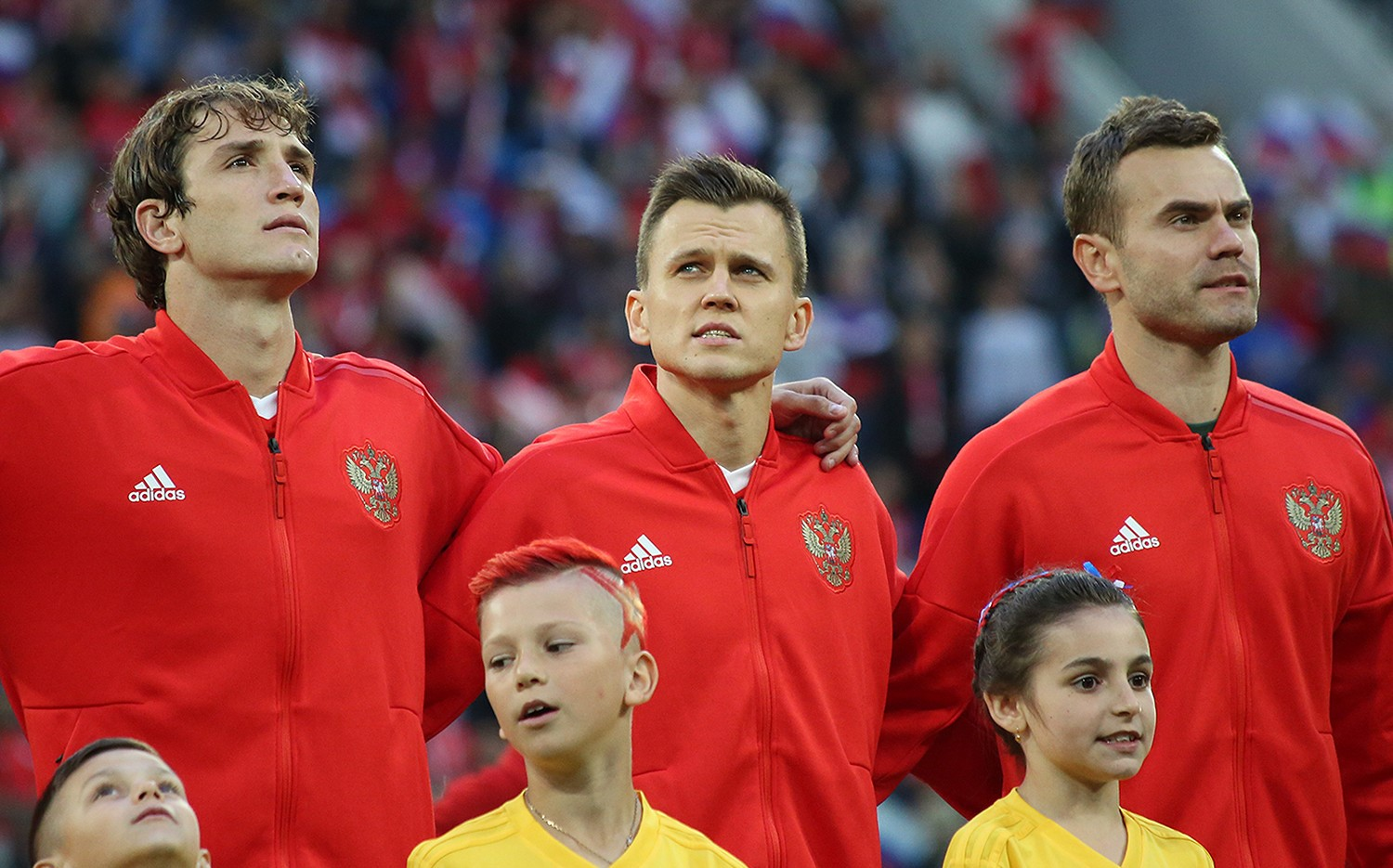
Akinfeev (primo da destra) come capitano della nazionale russa al ; alla sua sinistra, Fernandes e Čeryšev

Nel campionato europeo è stato riproposto come titolare, mentre nei successivi Europei è di nuovo riserva di Malafeev.
Al mondiale del 2014 parte, invece, come titolare, commettendo però due errori che contribuiscono all'eliminazione della Russia nella fase a gironi.
Il 14 novembre 2015, in occasione dell'amichevole contro il Portogallo vinta per 1-0 dalla Russia a Krasnodar, Akinfeev ottenne la 233ª partita da imbattuto con la maglia della selezione russa, superando Rinat Dasaev.
Convocato per gli Europei 2016 in Francia, esce al primo turno con la sua squadra.
Dopo aver partecipato alla Confederations Cup 2017, svoltasi in Russia, è convocato per il successivo mondiale, anch'esso disputato in casa; agli ottavi di finale del torneo iridato si rende protagonista della vittoria contro la Spagna ai tiri di rigore, parando i tentativi di Koke e Iago Aspas. Nei quarti di finale, nonostante avesse parato un rigore a Mateo Kovačić, non è riuscito a fare sì che la Russia accedesse al turno successivo, venendo eliminata dalla Croazia.
Il 1º ottobre 2018 annuncia, dopo 111 presenze totali, il proprio ritiro dalla nazionale.

## Statistiche

### Presenze e reti nei club
Statistiche aggiornate al 29 luglio 2025.
| Stagione        | Squadra         | Campionato      | Campionato | Campionato | Coppe nazionali | Coppe nazionali | Coppe nazionali | Coppe continentali | Coppe continentali | Coppe continentali | Altre coppe | Altre coppe | Altre coppe | Totale | Totale |
| Stagione        | Squadra         | Comp            | Pres       | Reti       | Comp            | Pres            | Reti            | Comp               | Pres               | Reti               | Comp        | Pres        | Reti        | Pres   | Reti   |
| --------------- | --------------- | --------------- | ---------- | ---------- | --------------- | --------------- | --------------- | ------------------ | ------------------ | ------------------ | ----------- | ----------- | ----------- | ------ | ------ |
| 2003            | CSKA Mosca      | PL              | 13         | -11        | KR+CdL          | 2+2             | -1 + -3         | UCL                | 1                  | -2                 | SR          | 0           | 0           | 18     | -17    |
| 2004            | CSKA Mosca      | PL              | 26         | -15        | KR              | 1               | -1              | UCL                | 10                 | -7                 | SR          | 1           | -1          | 38     | -24    |
| 2005            | CSKA Mosca      | PL              | 29         | -17        | KR+KR           | 6+1             | -3 + -1         | CU+CU              | 9+6                | -5 + -6            | SU          | 1           | -3          | 52     | -35    |
| 2006            | CSKA Mosca      | PL              | 28         | -25        | KR+KR           | 6+1             | -3 + 0          | UCL                | 8                  | -5                 | SR          | 1           | -2          | 44     | -35    |
| 2007            | CSKA Mosca      | PL              | 10         | -6         | KR              | 2               | -1              | CU+UCL             | 2+3                | -1 + -8            | SR          | 1           | -2          | 18     | -18    |
| 2008            | CSKA Mosca      | PL              | 30         | -24        | KR              | 2               | -3              | CU                 | 6                  | -6                 | -           | -           | -           | 38     | -33    |
| 2009            | CSKA Mosca      | PL              | 30         | -30        | KR+KR           | 3+1             | -1 + -1         | CU+UCL             | 4+6                | -3 + -10           | SR          | 1           | -1          | 45     | -46    |
| 2010            | CSKA Mosca      | PL              | 28         | -22        | KR              | 1               | 0               | UCL+UEL            | 4+7                | -4 + -3            | SR          | 1           | -1          | 41     | -30    |
| 2011-2012       | CSKA Mosca      | PL              | 28         | -22        | KR+KR           | 3+1             | -4 + -1         | UEL+UCL            | 4+0                | -3 + 0             | SR          | 1           | -1          | 37     | -31    |
| 2012-2013       | CSKA Mosca      | PL              | 29         | -22        | KR              | 2               | -1              | UEL                | 2                  | -2                 | -           | -           | -           | 33     | -25    |
| 2013-2014       | CSKA Mosca      | PL              | 29         | -24        | KR              | 3               | -1              | UCL                | 6                  | -17                | SR          | 1           | 0           | 39     | -42    |
| 2014-2015       | CSKA Mosca      | PL              | 30         | -27        | KR              | 2               | -1              | UCL                | 6                  | -13                | SR          | 1           | -1          | 39     | -42    |
| 2015-2016       | CSKA Mosca      | PL              | 30         | -25        | KR              | 3               | -5              | UCL                | 10                 | -16                | -           | -           | -           | 43     | -46    |
| 2016-2017       | CSKA Mosca      | PL              | 29         | -15        | KR              | 0               | 0               | UCL                | 6                  | -10                | SR          | 1           | -1          | 36     | -26    |
| 2017-2018       | CSKA Mosca      | PL              | 28         | -20        | KR              | 0               | 0               | UCL+UEL            | 10+6               | -10 + -9           | -           | -           | -           | 44     | -39    |
| 2018-2019       | CSKA Mosca      | PL              | 30         | -23        | KR              | 0               | 0               | UCL                | 5                  | -6                 | SR          | 1           | 0           | 36     | -29    |
| 2019-2020       | CSKA Mosca      | PL              | 30         | -29        | KR              | 1               | -3              | UEL                | 5                  | -9                 | -           | -           | -           | 36     | -41    |
| 2020-2021       | CSKA Mosca      | PL              | 28         | -31        | KR              | 3               | -4              | UEL                | 6                  | -8                 | -           | -           | -           | 37     | -43    |
| 2021-2022       | CSKA Mosca      | PL              | 29         | -28        | KR              | 1               | -1              |                    | -                  | -                  | -           | -           | -           | 30     | -29    |
| 2022-2023       | CSKA Mosca      | PL              | 29         | -27        | KR              | 6               | -5              |                    | -                  | -                  | -           | -           | -           | 35     | -32    |
| 2023-2024       | CSKA Mosca      | PL              | 25         | -34        | KR              | 1               | 0               |                    | -                  | -                  | SR          | 1           | 0           | 27     | -34    |
| 2024-2025       | CSKA Mosca      | PL              | 28         | -21        | KR              | 2               | 0               |                    | -                  | -                  |             | -           | -           | 30     | -21    |
| 2025-2026       | CSKA Mosca      | PL              | 4          | -3         | KR              | 0               | 0               | -                  | -                  |                    | SR          | 1           | 0           | 5      | -3     |
| Totale carriera | Totale carriera | Totale carriera | 600        | -501       |                 | 54+2            | -40 + -3        |                    | 132                | -163               |             | 13          | -13         | 802    | -721   |

### Cronologia presenze e reti in nazionale
| Cronologia completa delle presenze e delle reti in nazionale ― Russia | Cronologia completa delle presenze e delle reti in nazionale ― Russia | Cronologia completa delle presenze e delle reti in nazionale ― Russia | Cronologia completa delle presenze e delle reti in nazionale ― Russia | Cronologia completa delle presenze e delle reti in nazionale ― Russia | Cronologia completa delle presenze e delle reti in nazionale ― Russia | Cronologia completa delle presenze e delle reti in nazionale ― Russia | Cronologia completa delle presenze e delle reti in nazionale ― Russia |
| Data                                                                  | Città                                                                 | In casa                                                               | Risultato                                                             | Ospiti                                                                | Competizione                                                          | Reti                                                                  | Note                                                                  |
| --------------------------------------------------------------------- | --------------------------------------------------------------------- | --------------------------------------------------------------------- | --------------------------------------------------------------------- | --------------------------------------------------------------------- | --------------------------------------------------------------------- | --------------------------------------------------------------------- | --------------------------------------------------------------------- |
| 28-4-2004                                                             | Oslo                                                                  | Norvegia                                                              | 3 – 2                                                                 | Russia                                                                | Amichevole                                                            | -3                                                                    |                                                                       |
| 30-3-2005                                                             | Tallinn                                                               | Estonia                                                               | 1 – 1                                                                 | Russia                                                                | Qual. Mondiali 2006                                                   | -1                                                                    |                                                                       |
| 4-6-2005                                                              | San Pietroburgo                                                       | Russia                                                                | 2 – 0                                                                 | Lettonia                                                              | Qual. Mondiali 2006                                                   | -                                                                     |                                                                       |
| 17-8-2005                                                             | Riga                                                                  | Lettonia                                                              | 1 – 1                                                                 | Russia                                                                | Qual. Mondiali 2006                                                   | -1                                                                    |                                                                       |
| 3-9-2005                                                              | Mosca                                                                 | Russia                                                                | 2 – 0                                                                 | Liechtenstein                                                         | Qual. Mondiali 2006                                                   | -                                                                     |                                                                       |
| 7-9-2005                                                              | Mosca                                                                 | Russia                                                                | 0 – 0                                                                 | Portogallo                                                            | Qual. Mondiali 2006                                                   | -                                                                     |                                                                       |
| 8-10-2005                                                             | Mosca                                                                 | Russia                                                                | 5 – 1                                                                 | Lussemburgo                                                           | Qual. Mondiali 2006                                                   | -1                                                                    |                                                                       |
| 12-10-2005                                                            | Bratislava                                                            | Slovacchia                                                            | 0 – 0                                                                 | Russia                                                                | Qual. Mondiali 2006                                                   | -                                                                     |                                                                       |
| 1-3-2006                                                              | Mosca                                                                 | Russia                                                                | 0 – 1                                                                 | Brasile                                                               | Amichevole                                                            | -1                                                                    |                                                                       |
| 27-5-2006                                                             | Albacete                                                              | Spagna                                                                | 0 – 0                                                                 | Russia                                                                | Amichevole                                                            | -                                                                     |                                                                       |
| 16-8-2006                                                             | Mosca                                                                 | Russia                                                                | 1 – 0                                                                 | Lettonia                                                              | Amichevole                                                            | -                                                                     |                                                                       |
| 6-9-2006                                                              | Mosca                                                                 | Russia                                                                | 0 – 0                                                                 | Croazia                                                               | Qual. Euro 2008                                                       | -                                                                     |                                                                       |
| 7-10-2006                                                             | Mosca                                                                 | Russia                                                                | 1 – 1                                                                 | Israele                                                               | Qual. Euro 2008                                                       | -1                                                                    |                                                                       |
| 11-10-2006                                                            | San Pietroburgo                                                       | Russia                                                                | 2 – 0                                                                 | Estonia                                                               | Qual. Euro 2008                                                       | -                                                                     |                                                                       |
| 15-11-2006                                                            | Skopje                                                                | Macedonia                                                             | 0 – 2                                                                 | Russia                                                                | Qual. Euro 2008                                                       | -                                                                     |                                                                       |
| 7-2-2007                                                              | Amsterdam                                                             | Paesi Bassi                                                           | 4 – 1                                                                 | Russia                                                                | Amichevole                                                            | -4                                                                    |                                                                       |
| 24-3-2007                                                             | Tallinn                                                               | Estonia                                                               | 0 – 2                                                                 | Russia                                                                | Qual. Euro 2008                                                       | -                                                                     |                                                                       |
| 26-3-2008                                                             | Bucarest                                                              | Romania                                                               | 3 – 0                                                                 | Russia                                                                | Amichevole                                                            | -3                                                                    |                                                                       |
| 23-5-2008                                                             | Mosca                                                                 | Russia                                                                | 6 – 0                                                                 | Kazakistan                                                            | Amichevole                                                            | -                                                                     |                                                                       |
| 28-5-2008                                                             | Burghausen                                                            | Serbia                                                                | 1 – 2                                                                 | Russia                                                                | Amichevole                                                            | -1                                                                    |                                                                       |
| 10-6-2008                                                             | Innsbruck                                                             | Spagna                                                                | 4 – 1                                                                 | Russia                                                                | Euro 2008 - 1º turno                                                  | -4                                                                    |                                                                       |
| 14-6-2008                                                             | Salisburgo                                                            | Grecia                                                                | 0 – 1                                                                 | Russia                                                                | Euro 2008 - 1º turno                                                  | -                                                                     |                                                                       |
| 18-6-2008                                                             | Innsbruck                                                             | Russia                                                                | 2 – 0                                                                 | Svezia                                                                | Euro 2008 - 1º turno                                                  | -                                                                     |                                                                       |
| 21-6-2008                                                             | Basilea                                                               | Paesi Bassi                                                           | 1 – 3 dts                                                             | Russia                                                                | Euro 2008 - Quarti di finale                                          | -1                                                                    |                                                                       |
| 26-6-2008                                                             | Vienna                                                                | Russia                                                                | 0 – 3                                                                 | Spagna                                                                | Euro 2008 - Semifinale                                                | -3                                                                    |                                                                       |
| 20-8-2008                                                             | Mosca                                                                 | Russia                                                                | 1 – 1                                                                 | Paesi Bassi                                                           | Amichevole                                                            | -1                                                                    |                                                                       |
| 10-9-2008                                                             | Mosca                                                                 | Russia                                                                | 2 – 1                                                                 | Galles                                                                | Qual. Mondiali 2010                                                   | -1                                                                    |                                                                       |
| 11-10-2008                                                            | Dortmund                                                              | Germania                                                              | 2 – 1                                                                 | Russia                                                                | Qual. Mondiali 2010                                                   | -2                                                                    |                                                                       |
| 15-10-2008                                                            | Mosca                                                                 | Russia                                                                | 3 – 0                                                                 | Finlandia                                                             | Qual. Mondiali 2010                                                   | -                                                                     |                                                                       |
| 28-3-2009                                                             | Mosca                                                                 | Russia                                                                | 2 – 0                                                                 | Azerbaigian                                                           | Qual. Mondiali 2010                                                   | -                                                                     |                                                                       |
| 1-4-2009                                                              | Vaduz                                                                 | Liechtenstein                                                         | 0 – 1                                                                 | Russia                                                                | Qual. Mondiali 2010                                                   | -                                                                     |                                                                       |
| 10-6-2009                                                             | Helsinki                                                              | Finlandia                                                             | 0 – 3                                                                 | Russia                                                                | Qual. Mondiali 2010                                                   | -                                                                     |                                                                       |
| 12-8-2009                                                             | Mosca                                                                 | Russia                                                                | 2 – 3                                                                 | Argentina                                                             | Amichevole                                                            | -3                                                                    |                                                                       |
| 5-9-2009                                                              | San Pietroburgo                                                       | Russia                                                                | 3 – 0                                                                 | Liechtenstein                                                         | Qual. Mondiali 2010                                                   | -                                                                     |                                                                       |
| 9-9-2009                                                              | Cardiff                                                               | Galles                                                                | 1 – 3                                                                 | Russia                                                                | Qual. Mondiali 2010                                                   | -1                                                                    |                                                                       |
| 10-10-2009                                                            | Mosca                                                                 | Russia                                                                | 0 – 1                                                                 | Germania                                                              | Qual. Mondiali 2010                                                   | -1                                                                    |                                                                       |
| 14-10-2009                                                            | Baku                                                                  | Azerbaigian                                                           | 1 – 1                                                                 | Russia                                                                | Qual. Mondiali 2010                                                   | -1                                                                    |                                                                       |
| 14-11-2009                                                            | Mosca                                                                 | Russia                                                                | 2 – 1                                                                 | Slovenia                                                              | Qual. Mondiali 2010                                                   | -1                                                                    |                                                                       |
| 18-11-2009                                                            | Maribor                                                               | Slovenia                                                              | 1 – 0                                                                 | Russia                                                                | Qual. Mondiali 2010                                                   | -1                                                                    |                                                                       |
| 3-3-2010                                                              | Győr                                                                  | Ungheria                                                              | 1 – 1                                                                 | Russia                                                                | Amichevole                                                            | -1                                                                    | 44’ 46’                                                               |
| 11-8-2010                                                             | San Pietroburgo                                                       | Russia                                                                | 1 – 0                                                                 | Bulgaria                                                              | Amichevole                                                            | -                                                                     |                                                                       |
| 3-9-2010                                                              | Andorra la Vella                                                      | Andorra                                                               | 0 – 2                                                                 | Russia                                                                | Qual. Euro 2012                                                       | -                                                                     |                                                                       |
| 7-9-2010                                                              | Mosca                                                                 | Russia                                                                | 0 – 1                                                                 | Slovacchia                                                            | Qual. Euro 2012                                                       | -1                                                                    |                                                                       |
| 8-10-2010                                                             | Dublino                                                               | Irlanda                                                               | 2 – 3                                                                 | Russia                                                                | Qual. Euro 2012                                                       | -2                                                                    |                                                                       |
| 12-10-2010                                                            | Skopje                                                                | Macedonia                                                             | 0 – 1                                                                 | Russia                                                                | Qual. Euro 2012                                                       | -                                                                     |                                                                       |
| 17-11-2010                                                            | Voronež                                                               | Russia                                                                | 0 – 2                                                                 | Belgio                                                                | Amichevole                                                            | -2                                                                    |                                                                       |
| 9-2-2011                                                              | Abu Dhabi                                                             | Iran                                                                  | 1 – 0                                                                 | Russia                                                                | Amichevole                                                            | -1                                                                    |                                                                       |
| 26-3-2011                                                             | Erevan                                                                | Armenia                                                               | 0 – 0                                                                 | Russia                                                                | Qual. Euro 2012                                                       | -                                                                     |                                                                       |
| 4-6-2011                                                              | San Pietroburgo                                                       | Russia                                                                | 3 – 1                                                                 | Armenia                                                               | Qual. Euro 2012                                                       | -1                                                                    |                                                                       |
| 10-8-2011                                                             | Mosca                                                                 | Russia                                                                | 1 – 0                                                                 | Serbia                                                                | Amichevole                                                            | -                                                                     |                                                                       |
| 29-5-2012                                                             | Nyon                                                                  | Lituania                                                              | 0 – 0                                                                 | Russia                                                                | Amichevole                                                            | -                                                                     |                                                                       |
| 1-6-2012                                                              | Zurigo                                                                | Italia                                                                | 0 – 3                                                                 | Russia                                                                | Amichevole                                                            | -                                                                     | 46’                                                                   |
| 15-8-2012                                                             | Mosca                                                                 | Russia                                                                | 1 – 1                                                                 | Costa d'Avorio                                                        | Amichevole                                                            | -                                                                     | 59’                                                                   |
| 7-9-2012                                                              | Mosca                                                                 | Russia                                                                | 2 – 0                                                                 | Irlanda del Nord                                                      | Qual. Mondiali 2014                                                   | -                                                                     |                                                                       |
| 11-9-2012                                                             | Ramat Gan                                                             | Israele                                                               | 0 – 4                                                                 | Russia                                                                | Qual. Mondiali 2014                                                   | -                                                                     |                                                                       |
| 12-10-2012                                                            | Mosca                                                                 | Russia                                                                | 1 – 0                                                                 | Portogallo                                                            | Qual. Mondiali 2014                                                   | -                                                                     |                                                                       |
| 16-10-2012                                                            | Mosca                                                                 | Russia                                                                | 1 – 0                                                                 | Azerbaigian                                                           | Qual. Mondiali 2014                                                   | -                                                                     |                                                                       |
| 6-2-2013                                                              | Marbella                                                              | Islanda                                                               | 0 – 2                                                                 | Russia                                                                | Amichevole                                                            | -                                                                     | 46’                                                                   |
| 7-6-2013                                                              | Lisbona                                                               | Portogallo                                                            | 1 – 0                                                                 | Russia                                                                | Qual. Mondiali 2014                                                   | -1                                                                    |                                                                       |
| 14-8-2013                                                             | Belfast                                                               | Irlanda del Nord                                                      | 1 – 0                                                                 | Russia                                                                | Qual. Mondiali 2014                                                   | -1                                                                    |                                                                       |
| 6-9-2013                                                              | Kazan'                                                                | Russia                                                                | 4 – 1                                                                 | Lussemburgo                                                           | Qual. Mondiali 2014                                                   | -1                                                                    |                                                                       |
| 10-9-2013                                                             | Mosca                                                                 | Russia                                                                | 3 – 1                                                                 | Israele                                                               | Qual. Mondiali 2014                                                   | -1                                                                    |                                                                       |
| 11-10-2013                                                            | Lussemburgo                                                           | Lussemburgo                                                           | 0 – 4                                                                 | Russia                                                                | Qual. Mondiali 2014                                                   | -                                                                     |                                                                       |
| 15-10-2013                                                            | Baku                                                                  | Azerbaigian                                                           | 1 – 1                                                                 | Russia                                                                | Qual. Mondiali 2014                                                   | -1                                                                    |                                                                       |
| 15-11-2013                                                            | Dubai                                                                 | Russia                                                                | 1 – 1                                                                 | Serbia                                                                | Amichevole                                                            | -1                                                                    |                                                                       |
| 5-3-2014                                                              | Krasnodar                                                             | Russia                                                                | 2 – 0                                                                 | Armenia                                                               | Amichevole                                                            | -                                                                     |                                                                       |
| 26-5-2014                                                             | San Pietroburgo                                                       | Russia                                                                | 1 – 0                                                                 | Slovacchia                                                            | Amichevole                                                            | -                                                                     | 74’                                                                   |
| 31-5-2014                                                             | Oslo                                                                  | Norvegia                                                              | 1 – 1                                                                 | Russia                                                                | Amichevole                                                            | -1                                                                    |                                                                       |
| 6-6-2014                                                              | Mosca                                                                 | Russia                                                                | 2 – 0                                                                 | Marocco                                                               | Amichevole                                                            | -                                                                     | 46’                                                                   |
| 17-6-2014                                                             | Cuiabá                                                                | Russia                                                                | 1 – 1                                                                 | Corea del Sud                                                         | Mondiali 2014 - 1º turno                                              | -1                                                                    |                                                                       |
| 22-6-2014                                                             | Rio de Janeiro                                                        | Belgio                                                                | 1 – 0                                                                 | Russia                                                                | Mondiali 2014 - 1º turno                                              | -1                                                                    |                                                                       |
| 26-6-2014                                                             | Curitiba                                                              | Algeria                                                               | 1 – 1                                                                 | Russia                                                                | Mondiali 2014 - 1º turno                                              | -1                                                                    |                                                                       |
| 3-9-2014                                                              | Chimki                                                                | Russia                                                                | 4 – 0                                                                 | Azerbaigian                                                           | Amichevole                                                            | -                                                                     | 46’                                                                   |
| 8-9-2014                                                              | Chimki                                                                | Russia                                                                | 4 – 0                                                                 | Liechtenstein                                                         | Qual. Euro 2016                                                       | -                                                                     | 72’                                                                   |
| 9-10-2014                                                             | Solna                                                                 | Svezia                                                                | 1 – 1                                                                 | Russia                                                                | Qual. Euro 2016                                                       | -1                                                                    |                                                                       |
| 12-10-2014                                                            | Mosca                                                                 | Russia                                                                | 1 – 1                                                                 | Moldavia                                                              | Qual. Euro 2016                                                       | -1                                                                    |                                                                       |
| 15-11-2014                                                            | Vienna                                                                | Austria                                                               | 1 – 0                                                                 | Russia                                                                | Qual. Euro 2016                                                       | -1                                                                    |                                                                       |
| 27-3-2015                                                             | Podgorica                                                             | Montenegro                                                            | 0 – 3 tav                                                             | Russia                                                                | Qual. Euro 2016                                                       | -                                                                     | 2’                                                                    |
| 7-6-2015                                                              | Chimki                                                                | Russia                                                                | 4 – 2                                                                 | Bielorussia                                                           | Amichevole                                                            | -2                                                                    |                                                                       |
| 14-6-2015                                                             | Mosca                                                                 | Russia                                                                | 0 – 1                                                                 | Austria                                                               | Qual. Euro 2016                                                       | -1                                                                    |                                                                       |
| 5-9-2015                                                              | Mosca                                                                 | Russia                                                                | 1 – 0                                                                 | Svezia                                                                | Qual. Euro 2016                                                       | -                                                                     |                                                                       |
| 8-9-2015                                                              | Vaduz                                                                 | Liechtenstein                                                         | 0 – 7                                                                 | Russia                                                                | Qual. Euro 2016                                                       | -                                                                     |                                                                       |
| 9-10-2015                                                             | Chișinău                                                              | Moldavia                                                              | 1 – 2                                                                 | Russia                                                                | Qual. Euro 2016                                                       | -1                                                                    |                                                                       |
| 12-10-2015                                                            | Mosca                                                                 | Russia                                                                | 2 – 0                                                                 | Montenegro                                                            | Qual. Euro 2016                                                       | -                                                                     |                                                                       |
| 14-11-2015                                                            | Krasnodar                                                             | Russia                                                                | 1 – 0                                                                 | Portogallo                                                            | Amichevole                                                            | -                                                                     |                                                                       |
| 29-3-2016                                                             | Saint-Denis                                                           | Francia                                                               | 4 – 2                                                                 | Russia                                                                | Amichevole                                                            | -2                                                                    | 46’                                                                   |
| 5-6-2016                                                              | Monaco                                                                | Serbia                                                                | 1 – 1                                                                 | Russia                                                                | Amichevole                                                            | -1                                                                    |                                                                       |
| 11-6-2016                                                             | Marsiglia                                                             | Inghilterra                                                           | 1 – 1                                                                 | Russia                                                                | Euro 2016 - 1º turno                                                  | -1                                                                    |                                                                       |
| 15-6-2016                                                             | Villeneuve d'Ascq                                                     | Russia                                                                | 1 – 2                                                                 | Slovacchia                                                            | Euro 2016 - 1º turno                                                  | -2                                                                    |                                                                       |
| 20-6-2016                                                             | Tolosa                                                                | Russia                                                                | 0 – 3                                                                 | Galles                                                                | Euro 2016 - 1º turno                                                  | -3                                                                    |                                                                       |
| 31-8-2016                                                             | Adalia                                                                | Turchia                                                               | 0 – 0                                                                 | Russia                                                                | Amichevole                                                            | -                                                                     |                                                                       |
| 6-9-2016                                                              | Mosca                                                                 | Russia                                                                | 1 – 0                                                                 | Ghana                                                                 | Amichevole                                                            | -                                                                     |                                                                       |
| 10-11-2016                                                            | Doha                                                                  | Qatar                                                                 | 2 – 1                                                                 | Russia                                                                | Amichevole                                                            | -1                                                                    | Cap. 58’                                                              |
| 15-11-2016                                                            | Grozny                                                                | Russia                                                                | 1 – 0                                                                 | Romania                                                               | Amichevole                                                            | -                                                                     | Cap.                                                                  |
| 24-3-2017                                                             | Krasnodar                                                             | Russia                                                                | 0 – 2                                                                 | Costa d'Avorio                                                        | Amichevole                                                            | -2                                                                    | Cap.                                                                  |
| 28-3-2017                                                             | Soči                                                                  | Russia                                                                | 3 – 3                                                                 | Belgio                                                                | Amichevole                                                            | -3                                                                    | Cap.                                                                  |
| 5-6-2017                                                              | Budapest                                                              | Ungheria                                                              | 0 – 3                                                                 | Russia                                                                | Amichevole                                                            | -                                                                     | Cap.                                                                  |
| 9-6-2017                                                              | Mosca                                                                 | Russia                                                                | 1 – 1                                                                 | Cile                                                                  | Amichevole                                                            | -1                                                                    | Cap.                                                                  |
| 17-6-2017                                                             | San Pietroburgo                                                       | Russia                                                                | 2 – 0                                                                 | Nuova Zelanda                                                         | Conf. Cup 2017 - 1º turno                                             | -                                                                     | Cap.                                                                  |
| 21-6-2017                                                             | Mosca                                                                 | Russia                                                                | 0 – 1                                                                 | Portogallo                                                            | Conf. Cup 2017 - 1º turno                                             | -1                                                                    | Cap.                                                                  |
| 24-6-2017                                                             | Kazan'                                                                | Russia                                                                | 1 – 2                                                                 | Messico                                                               | Conf. Cup 2017 - 1º turno                                             | -2                                                                    | Cap.                                                                  |
| 7-10-2017                                                             | Mosca                                                                 | Russia                                                                | 4 – 2                                                                 | Corea del Sud                                                         | Amichevole                                                            | -2                                                                    | Cap.                                                                  |
| 11-11-2017                                                            | Mosca                                                                 | Russia                                                                | 0 – 1                                                                 | Argentina                                                             | Amichevole                                                            | -1                                                                    | Cap.                                                                  |
| 23-3-2018                                                             | Mosca                                                                 | Russia                                                                | 0 – 3                                                                 | Brasile                                                               | Amichevole                                                            | -3                                                                    | Cap.                                                                  |
| 30-5-2018                                                             | Innsbruck                                                             | Austria                                                               | 1 – 0                                                                 | Russia                                                                | Amichevole                                                            | -1                                                                    | Cap.                                                                  |
| 5-6-2018                                                              | Mosca                                                                 | Russia                                                                | 1 – 1                                                                 | Turchia                                                               | Amichevole                                                            | -1                                                                    | Cap.                                                                  |
| 14-6-2018                                                             | Mosca                                                                 | Russia                                                                | 5 – 0                                                                 | Arabia Saudita                                                        | Mondiali 2018 - 1º turno                                              | -                                                                     | Cap.                                                                  |
| 19-6-2018                                                             | San Pietroburgo                                                       | Russia                                                                | 3 – 1                                                                 | Egitto                                                                | Mondiali 2018 - 1º turno                                              | -1                                                                    | Cap.                                                                  |
| 25-6-2018                                                             | Samara                                                                | Uruguay                                                               | 3 – 0                                                                 | Russia                                                                | Mondiali 2018 - 1º turno                                              | -3                                                                    | Cap.                                                                  |
| 1-7-2018                                                              | Mosca                                                                 | Spagna                                                                | 1 – 1 dts (3 – 4 dtr)                                                 | Russia                                                                | Mondiali 2018 - Ottavi di finale                                      | -1                                                                    | Cap.                                                                  |
| 7-7-2018                                                              | Soči                                                                  | Russia                                                                | 2 – 2 dts (3 – 4 dtr)                                                 | Croazia                                                               | Mondiali 2018 - Quarti di finale                                      | -2                                                                    | Cap.                                                                  |
| Totale                                                                |                                                                       | Presenze (2º posto)                                                   | 111                                                                   |                                                                       | Reti                                                                  | -94                                                                   |                                                                       |

## Palmarès

### Club

#### Competizioni nazionali
- Campionato russo: 6 (record)

CSKA Mosca: 2003, 2005, 2006, 2012-2013, 2013-2014, 2015-2016
- Supercoppa di Russia: 8 (record)

CSKA Mosca: 2004, 2006, 2007, 2009, 2013, 2014, 2018, 2025
- Coppa di Russia: 8 (record)

CSKA Mosca: 2004-2005, 2005-2006, 2007-2008, 2008-2009, 2010-2011, 2012-2013, 2022-2023, 2024-2025

#### Competizioni internazionali
- Coppa UEFA: 1

CSKA Mosca: 2004-2005

### Individuale
- Calciatore russo dell'anno: 1

2013